# Museum der Abenteuer
Museum der Abenteuer ist eine Buchserie für 8–12-jährige Kinder von Thomas Brezina. Jede Geschichte behandelt das Leben eines bekannten bildenden Künstlers.
Bisher (Stand 2010) sind fünf Bände erschienen: Wer knackt den Leonardo-Code? (erschienen 2004 beim Prestel-Verlag) über Leonardo da Vinci, Wer findet Vincents Farbenschatz? (erschienen 2005) über Vincent van Gogh, Wer öffnet die 7 Siegel des Michelangelo? über Michelangelo Buonarroti, Wer löst das große Rembrandt-Rätsel? über Rembrandt van Rijn und Wer entdeckt das Geheimnis im Garten Monets? über Claude Monet.
In den Kunstkrimis kann der Leser mit der Hilfe von Pablo, einem kleinen Hund ermitteln. Pablo kam in einer leeren Bücherkiste zwischen zwei großen Gemälden zur Welt, ist also ein geborener Kunstliebhaber. Er mag Farben und kann selber auch malen. Zum Fressen hat er Schokoladekugeln am liebsten.
Zu den Büchern gehören verschiedene Utensilien (Zauberlupe, rätselhafte Briefe, Geheimcode-Rolle usw.), die dem Leser beim Knacken der Fälle helfen. Die Bücher werden von Laurence Sartin illustriert.
- Thomas Brezina: Wer knackt den Leonardo Code?. Prestel Verlag, München 2004. ISBN 3791331922
- Thomas Brezina: Wer findet Vincents Farbenschatz?. Prestel Verlag, München 2005. ISBN 3791332880
- Thomas Brezina: Wer öffnet die 7 Siegel des Michelangelo?. Prestel Verlag, München 2006. ISBN 3791334948
- Thomas Brezina: Wer löst das große Rembrandt-Rätsel?. Prestel Verlag, München 2006. ISBN 3791337270
- Thomas Brezina: Wer entdeckt das Geheimnis im Garten Monets?. Prestel Verlag, München 2007. ISBN 3791338196